# Saint-Frajou
Saint-Frajou ist eine französische Gemeinde mit 205 Einwohnern (Stand: 1. Januar 2022) im Département Haute-Garonne in der Region Okzitanien. Sie gehört zum Kanton Cazères und zum Arrondissement Saint-Gaudens.

## Geografie
Das Gemeindegebiet wird vom Fluss Aussoue durchquert, ganz im Norden entspringt sein Zufluss Espienne.
Nachbargemeinden sind Anan im Nordwesten, L’Isle-en-Dodon im Norden, Coueilles im Osten, Fabas im Süden, Salherm im Südwesten und Saint-Laurent im Westen.

## Weblinks

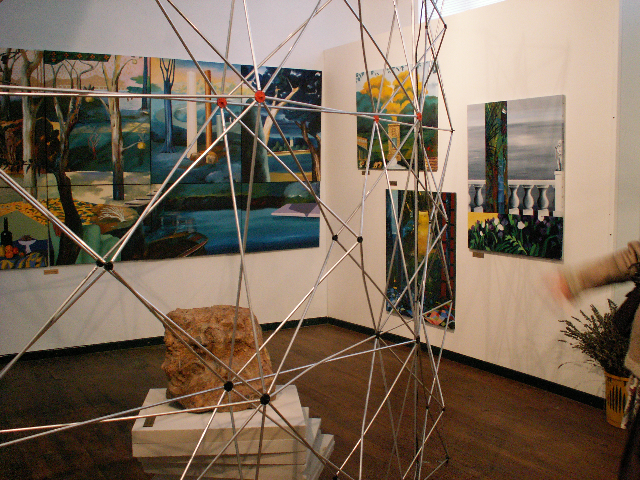
Das Museum der Malerei von Saint-Frajou

## Bevölkerungsentwicklung
| Jahr                      | 1962 | 1968 | 1975 | 1982 | 1990 | 1999 | 2008 | 2015 |
| ------------------------- | ---- | ---- | ---- | ---- | ---- | ---- | ---- | ---- |
| Einwohner                 | 285  | 239  | 226  | 226  | 209  | 173  | 184  | 214  |
| Quelle: Cassini und INSEE |      |      |      |      |      |      |      |      |

## Sehenswürdigkeiten
- Museum der Malerei